# Citadelle de Montreuil-sur-Mer
La citadelle de Montreuil-sur-Mer est une citadelle royale pré-Vauban du XVIe siècle située à Montreuil-sur-Mer dans le département du Pas-de-Calais. Elle est construite sur les bases d'un château royal médiéval et a fait l'objet d'un classement au titre des monuments historiques le 18 décembre 1926. La citadelle est le réduit défensif distinct de l'enceinte urbaine la ville fortifiée dont les remparts avaient fait l'objet d'un classement au titre des monuments historiques le 10 septembre 1913. Entre 2016 et 2022, des bénévoles de l'association Chantiers histoire et architecture médiévales participent à des travaux de restauration de la citadelle.

## Localisation
Positionnée au nord-ouest de la ville, elle est un éperon sur la rive gauche de la vallée de Canche qu'elle donime. Ce château-fort royal devenu citadelle protégeait l'ancienne frontière des comtés du Ponthieu et du Boulonnais marquée par le fleuve. Le site fortifié plaçait sous sa protection les infrastructures portuaires de la ville de Montreuil-sur-Mer aujourd'hui disparues. 

## Histoire

### Un mille feuille architectural

#### Château royal
À la fin du XIIe siècle, la ville de Montreuil-sur-Mer est pourvue de deux mottes, la motte du comte et celle du roi. Cette dernière est délaissée vers 1200 par Philippe Auguste au profit de la construction d'un château philippien à l'emplacement de l'actuelle citadelle. À l'origine, le château est de forme polygonale, probablement flanqué de huit tours, sans donjon. Vingt ans plus tard , il pourrait avoir servi de modèle à Philippe Hurepel, comte de Boulogne et fils bâtard de Philippe Auguste, pour la construction des châteaux de Boulogne-sur-Mer et d'Hardelot.
Du château philippien, restent le châtelet flanqué deux tours massives pourvues d'archères, des éléments de courtines et deux autres tours.

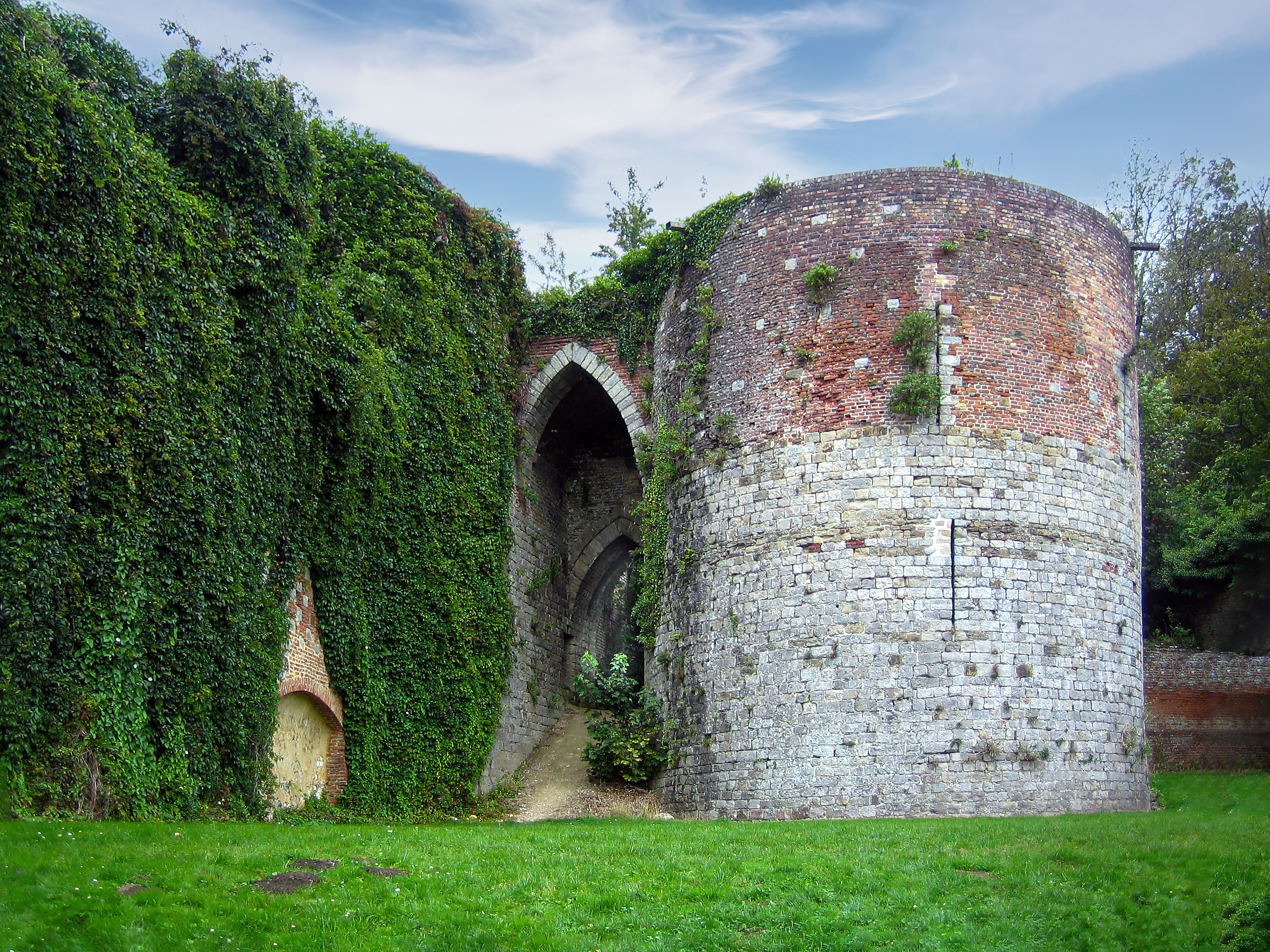
Deux tours du château royal élevées par Philippe Auguste

#### Enceinte urbaine
La citadelle est assise sur une porte d'entrée de la ville de Montreuil-sur-Mer (la tour de la Reine Berthe) et d'une partie de l'enceinte urbaine.
La porte du château ou de la Ferté (aujourd'hui communément appelée tour de la Reine Berthe), érigée au début du XIVe siècle est une tour porte de 15 m de diamètre. Elle est munie d'un corps de garde et d'une importante salle à l'étage remaniée au XVI ou XVIIe siècle. Cette tour située à côté de la face sud-ouest du château royal amorçait l'enceinte urbaine communale. La citadelle conserve trois autres tours de cette enceinte : les Tours F et E, ainsi que la tour dite Blanche. Cette dernière achevait la muraille urbaine sur la face nord-est du château.

#### Chemin de ronde
Sa construction date du XVIe siècle, mais son renforcement par une succession d'arches date du XVIIe siècle. Il emprunte une partie de son tracé aux courtines du château royal et relie l'enceinte en se connectant à la tour Blanche. Il facilite les déplacements de long du front d'attaque nord. Depuis le chemin de ronde on aperçoit le fleuve Canche au pied de la citadelle, le phare de la Canche du Touquet-Paris-Plage et les villes côtières, les éoliennes de Widehem, la chartreuse de Neuville-sous-Montreuil.

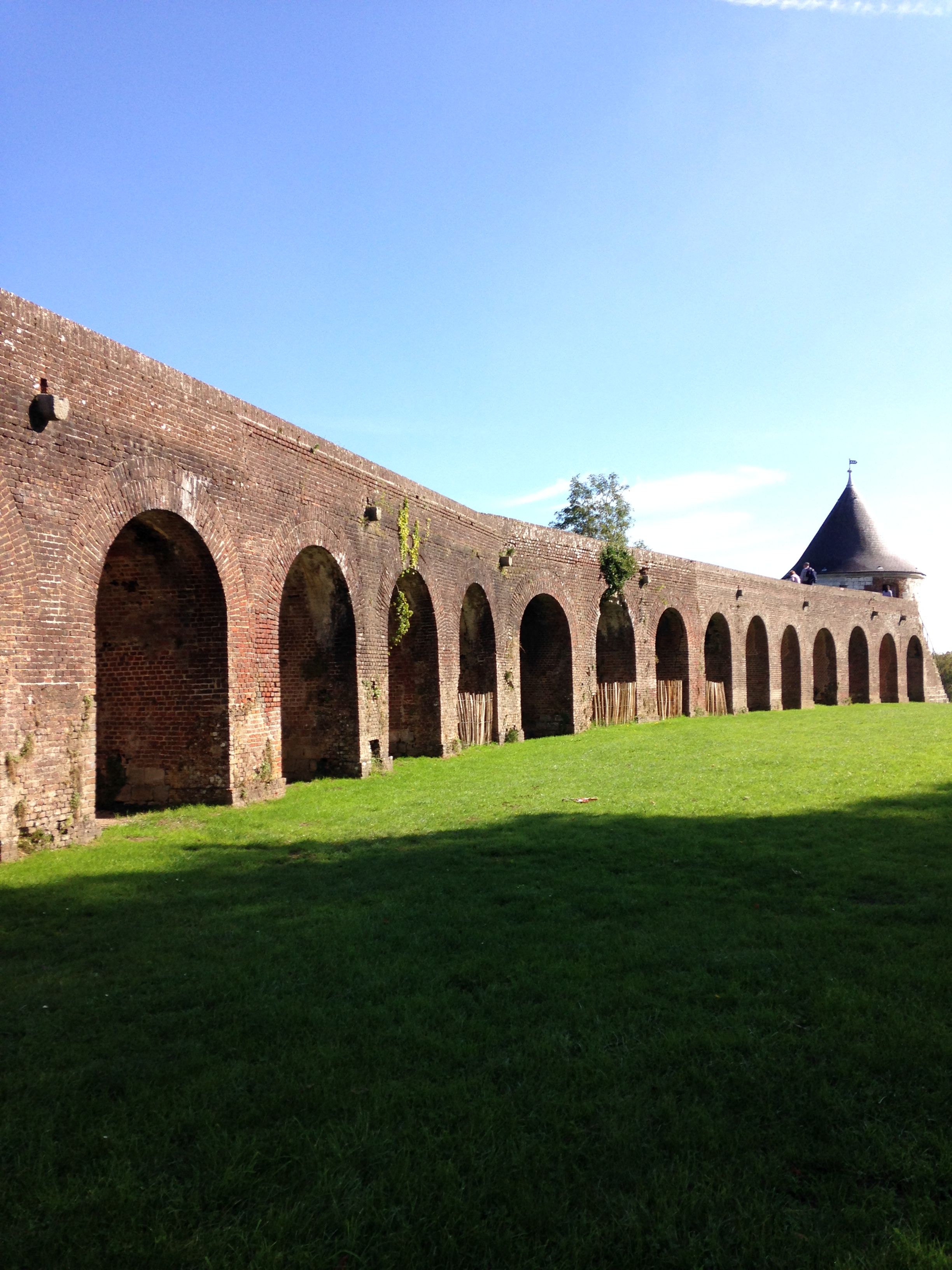
Chemin de ronde.

### Édification
En 1537, la ville de Montreuil-sur-Mer défendue par ses fortifications médiévales est attaquée et détruite par l'armée de Charles Quint. En réponse François Ier transforme profondément les remparts de la ville en appliquant pour l'une des premières fois en France, l'architecture bastionnée. En 1567, c'est au tour du château philippien d'être renforcé par l'apport de terre sur ordre du roi Charles IX. Au cours du dernier quart du XVIe siècle le chateau est transformé en citadelle bastionnée. Vers 1600, le site  semble être achevé par Jean Errard et forme une étoile irrégulière de cinq bastions.

### Intervention de Vauban
Au XVIIe siècle, Montreuil perd de son importance stratégique au bénéfice de ville situées plus au nord. La citadelle n'est plus qu'un site de 3e rang sur le pré-carré de Vauban. Reste qu'elle est renforcée par l'ingénieur militaire de Louis XIV vers 1670, il y ajoute un arsenal, protège l'entrée côté ville par l'édification d'une demi-lune, refaçonne le bastion de la porte de secours ainsi que les glacis et chemins couverts extra-muros.

### École militaire préparatoire
À partir de 1886, la citadelle prend le nom de "Caserne Coligny", elle est le lieu d'entrainement des enfants de Troupe de l'école militaire préparatoire située en ville. En 1914, ces militaires quittent Montreuil-sur-Mer et laissent leurs casernes aux armées Françaises et Britanniques.

### La citadelle durant la Grand Guerre, son dernier rôle militaire stratégique
En 1916, durant la Première Guerre mondiale, la ville de Montreuil-sur-Mer est choisie pour héberger le Grand Quartier Général britannique. Les casemates de la citadelle deviennent alors un centre de transmission.

### Un lieu touristique, culturel et naturel (1929 à nos jours)

#### Du site militaire au site culturel et touristique
En 1924, l'Ecole Militaire Préparatoire d'Enfants de Troupe est dissoute, dès lors le site perd sa vocation militaire. Une association constituée d'érudits, d'élus et d'artistes "Les Amis du Vieux Montreuil" se constitue et loue le site au ministère de la Guerre pour l'ouvrir au public dès avril 1927.
L'association constitue une collection muséale, installe une bibliothèque patrimoniale et scénographie dans la tour de la Reine Berthe un monument des chevaliers morts à Azincourt. Avec le mécénat de Marie-Cécile Von Springer, la commune achète la citadelle à l'Etat. L'action de mise  tourisme du monument est stoppée  par l'occupation allemande. 

#### La parenthèse de l'occupation (1939-1944)
L'occupant s'installe dans le site, les collections du musée sont alors dispersées et pillées. Des bâtiments subissent des dégradations par récupération de matériaux et un cimetière militaire est installé sur un des bastions.

#### L'après guerre, la création d'une auberge de jeunesse
Face aux dégâts causés par les Allemands dans les collections muséales, l'association des Amis du Vieux Montreuil se dissout. Le site est alors confié en gestion au syndicat d'initiative. Une auberge de jeunesse est créée  dans l'ancienne caserne des officiers. Elle ouvre ses portes le 9 juin 1946.

#### Un site naturel
Depuis 1926, la citadelle est un site classé pour son patrimoine historique et naturel remarquable. Par l'arrêté du 23 juillet 2015, le site « landes, mares et bois acides du plateau de Sorrus Saint-Josse, prairies alluviales et bois tourbeux en aval de Montreuil » incluant la citadelle est classé zone spéciale de conservation Natura 2000 notamment en raison d'une nurserie d'une espèce de chauves-souris, le Grand rhinolophe. Le parcours permanent de visite de la citadelle intègre une exposition sur les chiroptères du Montreuillois et un observatoire vidéo infrarouge de la colonie de chauves-souris.

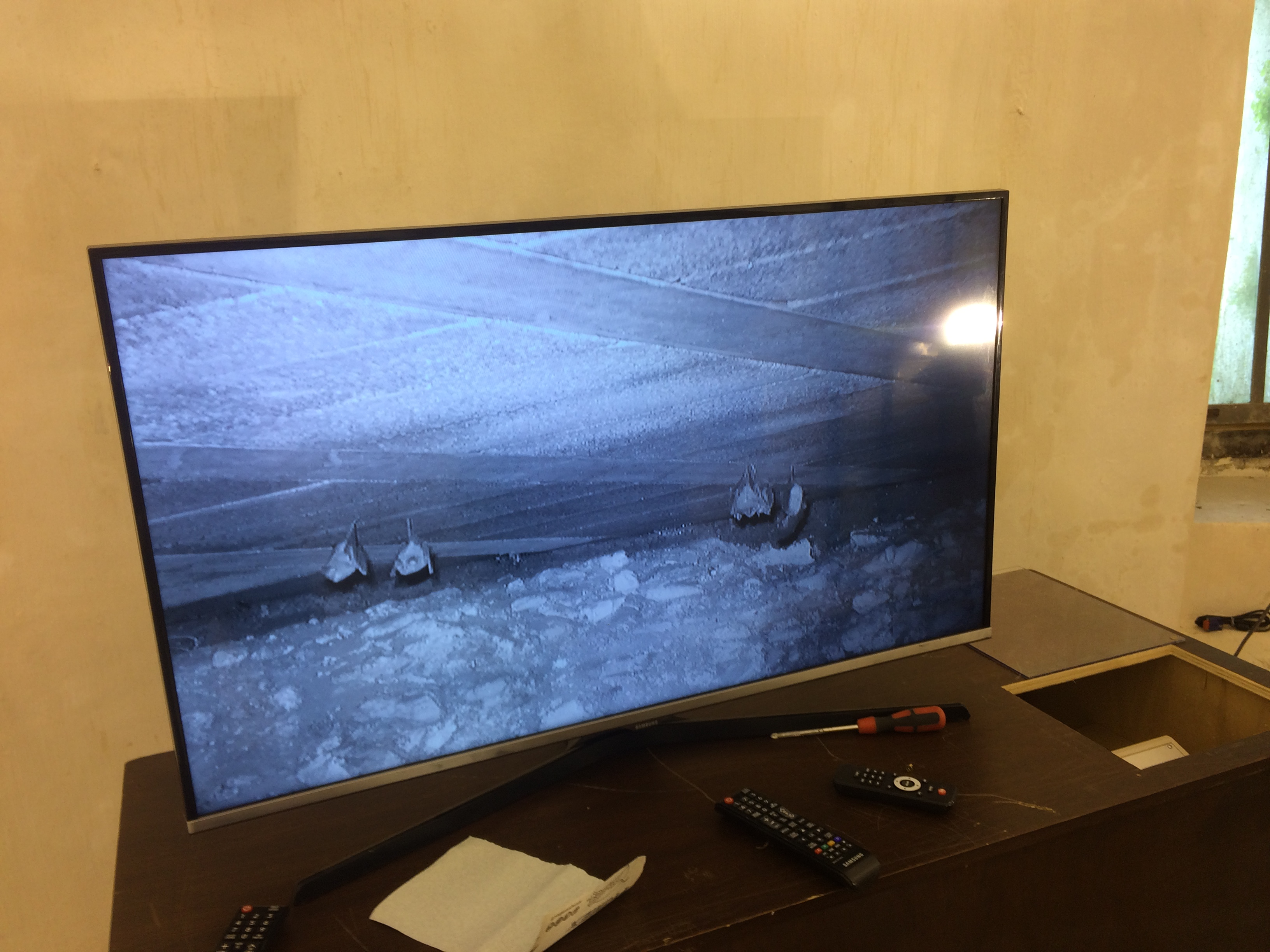
Disposition de surveillance de la nurserie de Grands Rhinolophes.
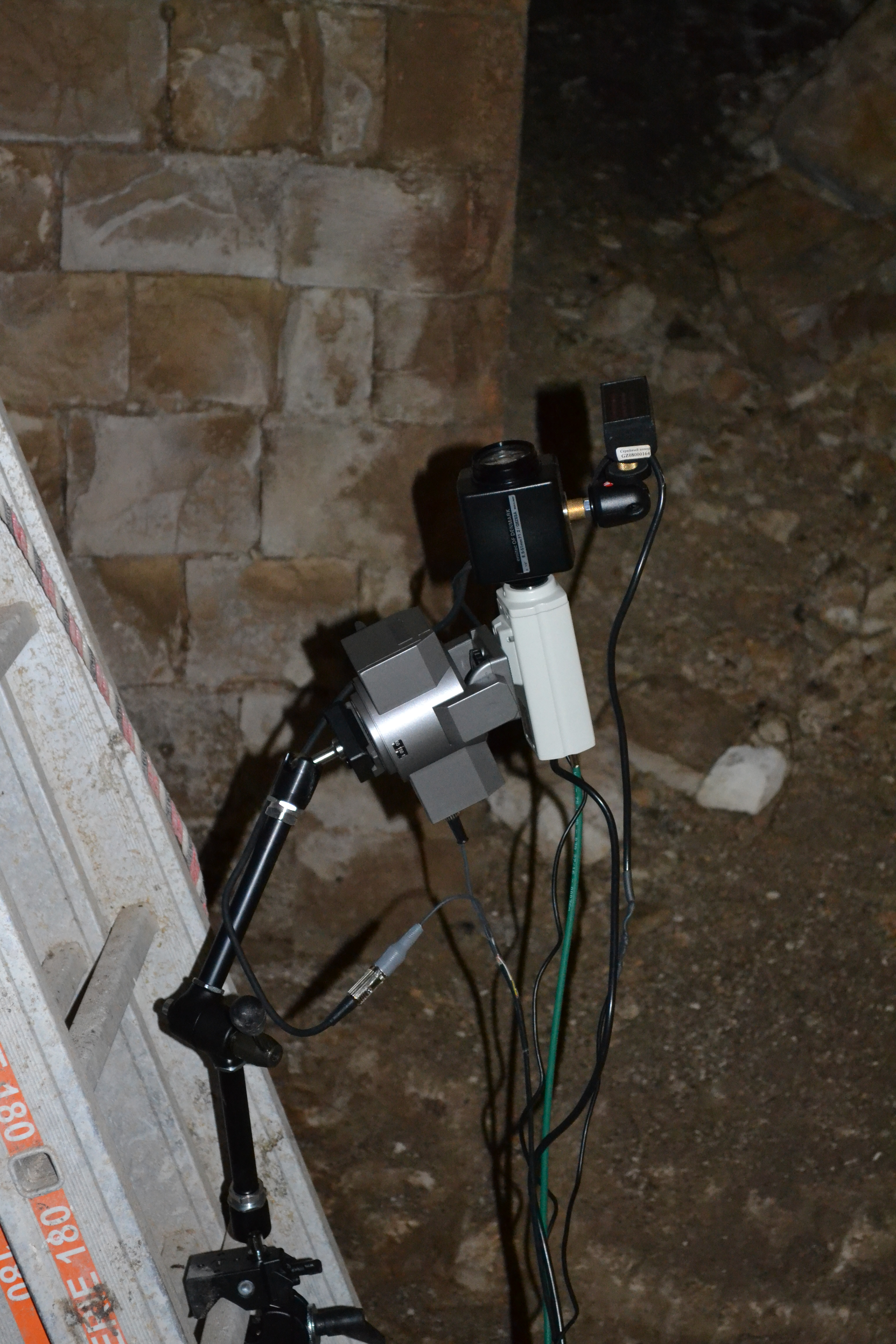
Caméra infrarouge des Grands rhinolophes.
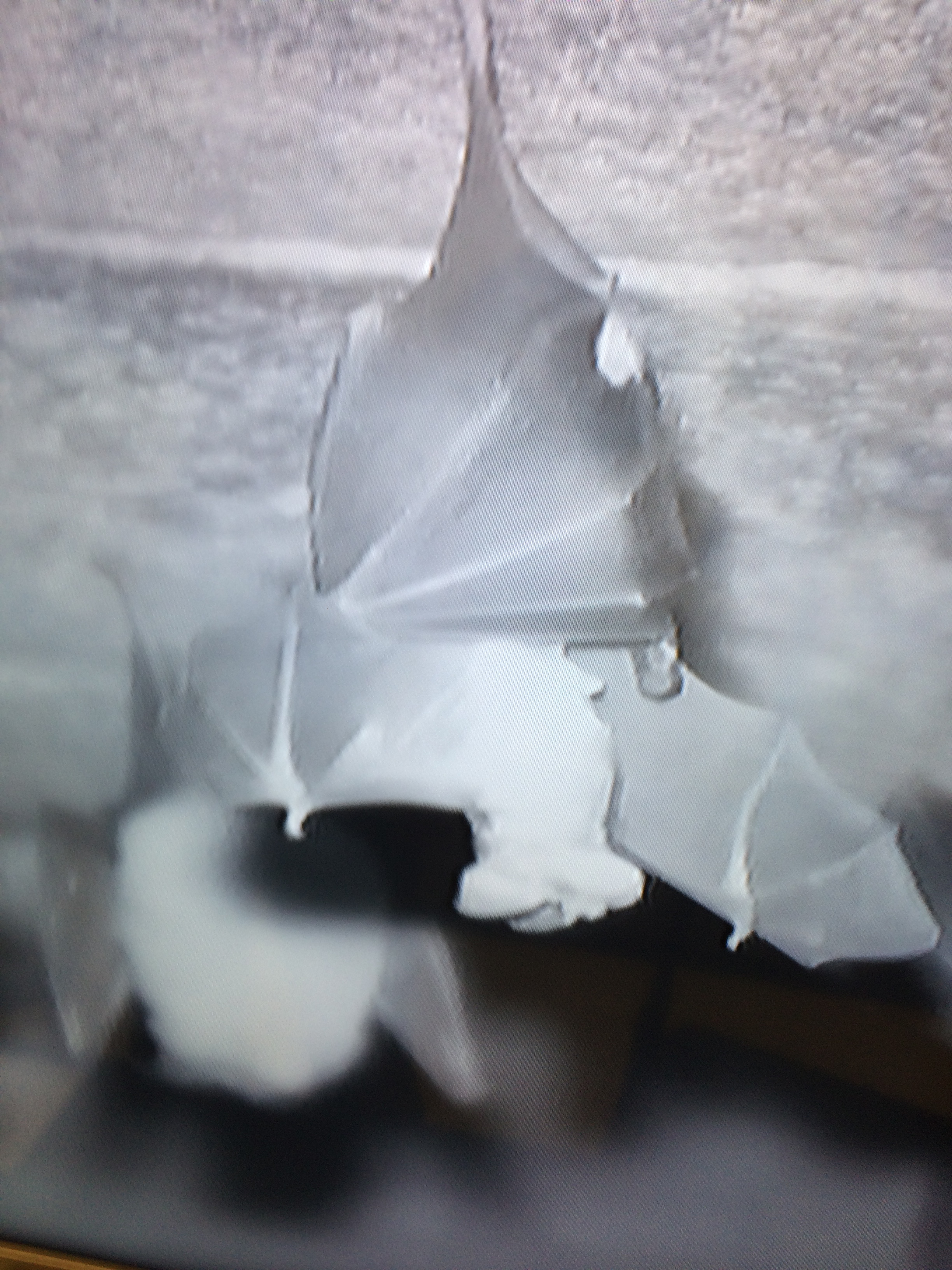
Grand rhinolophe et son petit filmés par une caméra infrarouge.